# Mr Gay World 2011
Mr Gay World 2011 là cuộc thi Mr Gay World lần thứ 3 được tổ chức tại Club MWAH, Mandaluyong, Philippines vào ngày 13 tháng 3 năm 2011. Có 23 quốc gia và vùng lãnh thổ tham gia tranh tài để giành danh hiệu này. Charl Van Den Berg đến từ Nam Phi trao lại vương miện cho người kế nhiệm là François Nel cũng đến từ Nam Phi.

## Kết quả
| Hạng                  | Thí sinh |
| --------------------- | --- |
| Mister Gay World 2011 | - Nam Phi – François Nel |
| Á vương 1             | - Hoa Kỳ – Michael Kevin Holtz |
| Á vương 2             | - Tây Ban Nha – Israel Acevedo |
| Á vương 3             | - Úc – Leigh Charles |
| Á vương 4             | - New Zealand – Aaron Comis |
| Top 10                | - México – Juan Manuel Lopez L. - Ireland – Barry Gouldsbury - Philippines – Marc Ernest Biala - Curaçao – Rupert Arrindell - Hà Lan – Mischa Germeraad |

### Giải thưởng đặc biệt
| Giải thưởng                          | Thí sinh                          |
| ------------------------------------ | --------------------------------- |
| Mr. Gay Swimwear                     | - Úc – Leigh Charles              |
| Mr. Gay Formal Wear                  | - Úc – Leigh Charles              |
| Mr. Gay Photogenic                   | - New Zealand – Aaron Comis       |
| Best National Costume                | - Philippines – Marc Ernest Biala |
| Mr. Gay Congeniality                 | - Estonia – Madis Raastas         |
| Mr. Community Challenge              | - Ireland – Barry Gouldsbury      |
| Mr. Popularity Online Voting Awardee | - Philippines – Marc Ernest Biala |

## Các thí sinh
23 thí sinh dự thi.
| Quốc gia/vùng lãnh thổ | Thí sinh             | Tuổi | Chiều cao               | T.k.   |
| ---------------------- | -------------------- | ---- | ----------------------- | ------ |
| Ấn Độ                  | Raul Patil           | 23   | 1,78 m (5 ft 10 in)     | [ 4 ]  |
| Bắc Ireland            | Chris Flanagan       | 27   | 1,75 m (5 ft 9 in)      |        |
| Brasil                 | Eduardo Kamke        | 29   | 1,80 m (5 ft 11 in)     | [ 5 ]  |
| Bulgaria               | Stanislav Tanchevv   | 36   | 1,79 m (5 ft 10+1⁄2 in) |        |
| Canada                 | Rob Goddard          | 21   | 1,73 m (5 ft 8 in)      | [ 6 ]  |
| Curaçao                | Rupert Arrindell     | 27   | 1,80 m (5 ft 11 in)     | [ 7 ]  |
| Estonia                | Madis Räästas        | 30   | 1,78 m (5 ft 10 in)     | [ 8 ]  |
| Hà Lan                 | Mischa Germeraad     | 34   | 1,82 m (5 ft 11+1⁄2 in) | [ 9 ]  |
| Hoa Kỳ                 | Michael Kevin Holtz  | 26   | 1,85 m (6 ft 1 in)      | [ 10 ] |
| Hồng Kông              | Hei Hei Yau          | 26   | 1,70 m (5 ft 7 in)      | [ 11 ] |
| Ireland                | Barry Gouldsbury     | 28   | 1,85 m (6 ft 1 in)      | [ 12 ] |
| Ma Cao                 | Jonathan Chong       | 29   | 1,85 m (6 ft 1 in)      | [ 13 ] |
| Malaysia               | Bern Lim             | 35   | 1,73 m (5 ft 8 in)      |        |
| México                 | Juan Manuel Lopez L. | 32   | 1,78 m (5 ft 10 in)     |        |
| Nam Phi                | Francois Nel         | 28   | 1,79 m (5 ft 10+1⁄2 in) |        |
| Na Uy                  | Trond Venseth        | 24   | 1,83 m (6 ft 0 in)      | [ 14 ] |
| New Zealand            | Aaron Comis          | 32   | 1,79 m (5 ft 10+1⁄2 in) | [ 15 ] |
| Perú                   | Lorenzo Rojas        | 41   | 1,75 m (5 ft 9 in)      |        |
| Phần Lan               | Kenneth Liukkonen    | 28   | 1,73 m (5 ft 8 in)      | [ 16 ] |
| Philippines            | Marc Ernest Biala    | 24   | 1,72 m (5 ft 7+1⁄2 in)  | [ 17 ] |
| Séc                    | Martin Goga          | 26   | 1,83 m (6 ft 0 in)      | [ 18 ] |
| Tây Ban Nha            | Israel Acevedo       | 31   | 1,80 m (5 ft 11 in)     | [ 19 ] |
| Úc                     | Leigh Charles        | 26   | 1,79 m (5 ft 10+1⁄2 in) | [ 20 ] |